# Agroclimatología
La agroclimatología o climatología agrícola es una ciencia reciente derivada de la biogeografía, su estudio se basa principalmente en la relación o influencia que existe entre los factores climáticos y la producción agrícola

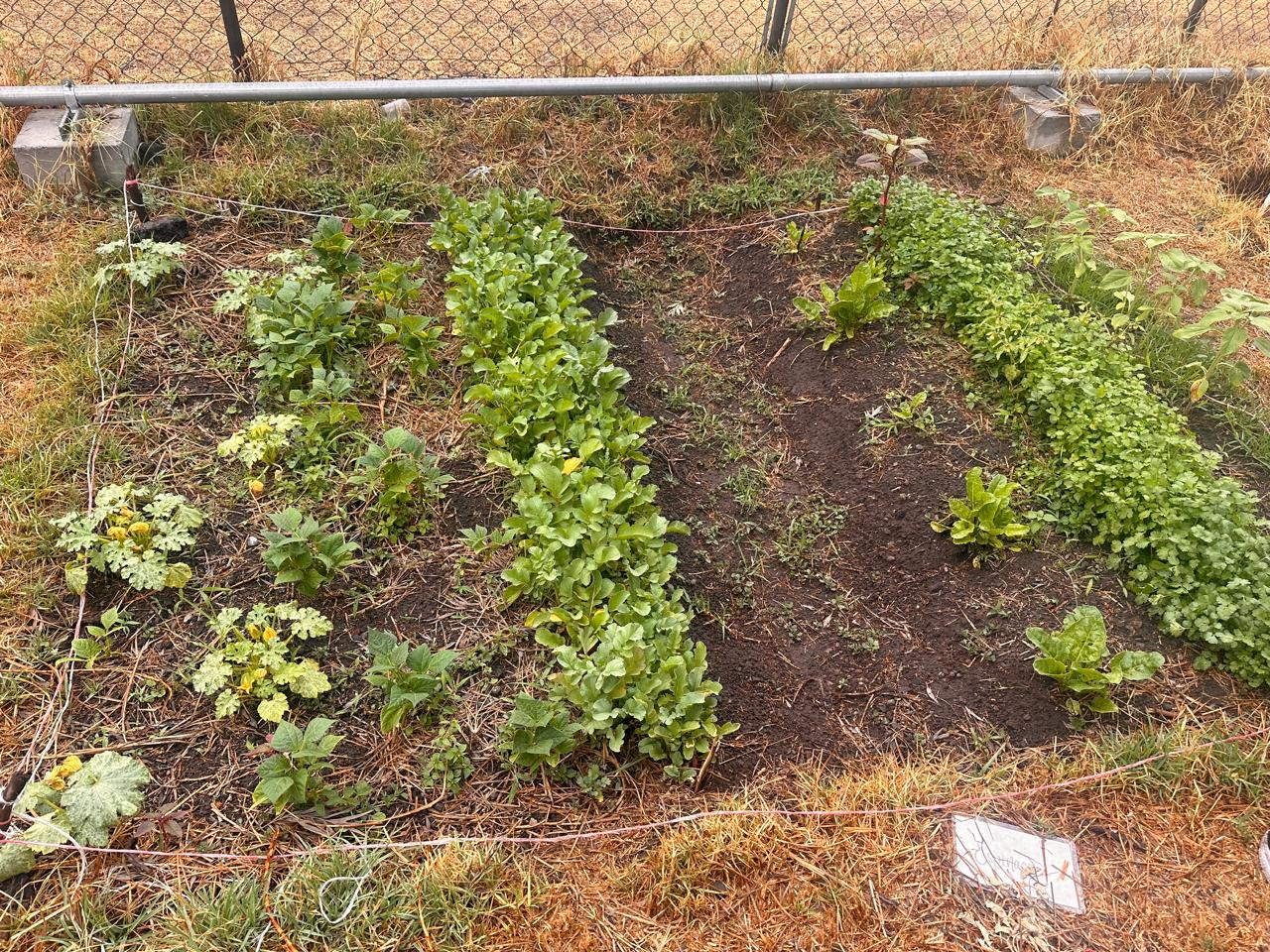
Huerto Fenologico en Ciudad Universitaria, UNAM (Agroclimatología)

## Climatología
El clima tiene un papel importante porque es un recurso natural que se puede restablecer constantemente y  se investiga para los estudios agroclimáticos. Se realiza una investigación científica que se basa particularmente en la geografía que posee un carácter holístico.
El clima junto con factores de carácter biológico e histórico van desarrollado un área determinada para el estudio de los disntintos cultivos existentes.
Es fundamental estudiar y desarrollar escenarios de cambio climático para poder evaluar los procesos del clima y poder definir las medidas de adaptación que sean más adecuadas ante la vulnerabilidad que puedan sufrir los cultivos 
Esta ciencia se aplica para desarrollar buenos planes de cultivo garantizando grandes beneficios y disminuyendo los riesgos o perdidas dentro de la economía agrícola. Estudia otros factores como lo es el tiempo ya que en un periodo determinado existen pérdidas de los cultivos que se lleguen a cosechar.
Dentro de los objetivos se busca poder encontrar nuevas técnicas-métodos para poder desarrollar los cultivos y generar bases científicas como lo son los datos agroclimáticos que se trabajan de manera diaria, semanal o mensual.
Existen ambientes de cambio pero con la ayuda de las agrotecnologías se busca la mejora de los beneficios con el estudio de los siguientes parámetros: 
- Temperaturas
- Humedad
- Insolación y Radiación
- Velocidad y direccional del viento
- Precipitación
- Otros Meteoros (Niebla, Granizo, Tormentas, etc.)
- Balance Hídrico

Dentro de los riesgos climáticos se encuentran las sequías, incendios, granizadas, lluvias de gran intensidad, inundaciones y heladas que son inminentes afectando a la población y sus cultivos.
El desarrollo de la actividad agrícola se apoya en estos análisis de los distintos procesos para poder garantizar cosechas dentro de un marco de regularidad y con gran calidad. Los datos fenológicos se realizan con la observación del inicio y finalización del desarrollo de los cultivos seleccionados.

## Agrotecnologías
Con la ayuda de las agrotecnologías se han encontrado soluciones para los problemas de reforestaría como las plagas, adaptación de los cultivos a nuevos escenarios e incremento de producción.
Existe una resiliencia ecológica para poder adaptarse ante estas nuevas alteraciones de los fenómenos climáticos, los saberes locales son de gran importancia para poder sobrellevar estas actividades agrícolas que se van recuperando.
Las plantas son el principal objeto de investigación por la distribución que tienen en el mundo y los diferentes ambientes con los que se cuenta.